# Кремлівський годинник
Кремлівські куранти — годинник, що встановлено на Спаській вежі Московського Кремля.

## Старий годинник
На існування годинника ще в XVI столітті вказує те свідоцтво, що в 1585 році при трьох брамах Кремля Спаській, Тайницькій і Троїцькій, перебували на службі годинникарі. В 1613-1614 роках згадується годинникар ще й при Нікольській брамі. У Фролівській брамі в 1614 році годинникарем був Никифорка Нікітін. У вересні 1624 року старий бойовий годинник було продано на вагу Спаському Ярославському монастирю. Замість нього в 1625 році на Спаській вежі під керівництвом англійського механіка і годинникових справ майстра Христофора Галовея російськими ковалями-годинникарями Ждановим, його сином Шумилом Ждановим та онуком Олексієм Шумиловим було встановлено годинник. 13 дзвонів для них відлив ливарник Кирило Самойлов. Під час пожежі 1626 року годинник згорів, і був відновлений Галовеєм. У 1668 році годинник ремонтували. За допомогою спеціальних механізмів він «грав музику», а також відміряв час денний і нічний, позначений літерами і цифрами. Циферблат називався вказівне словесне коло, узнатний круг. Цифри позначалися слов'янськими літерами — букви мідні, покриті золотом, розміром в аршин. Роль стрілки виконувало зображення сонця з довгим променем, укріплене нерухомо у верхній частині циферблату. Його диск був розділений на 17 рівних частин. Це було зумовлено максимальною тривалістю дня в літній час.
У 1705 році за указом Петра I в Кремлі було встановлено новий годинник. Придбаний Петром I у Голландії, він був доставлений з Амстердама до Москви на 30 підводах. Годинник було перероблено на німецький лад з циферблатом на 12 годин. Годинник встановив годинникар Єкімов Гарно (Garnault). В 1737 він постраждав від вогню і відновлений був тільки в 1767 році. З 1770 годинник грав німецьку мелодію «О, мій милий Авґустине». Годинник знову постраждав від пожежі 1812 року.

## Сучасний годинник

Механізм кремлівського годинника, кінець XIX століття

Сучасні куранти були виготовлені в 1851—1852 роках на російському заводі данських підданих братів Йоганна (Івана) та Миколи Бутеноп, компанія яких була відома установкою баштових годинників на куполі Великого Кремлівського палацу. Брати Бутеноп взялися за роботу в грудні 1850 р. Ними були створені новий годинник, з використанням деяких старих деталей і всіх напрацювань годинникової справи того часу. Старий дубовий корпус замінено на литий, чавунний. Майстри замінили колеса і шестерні, підібрали спеціальні сплави, які могли витримувати значні перепади температур і велику вологість. Куранти отримали хід Грагама і маятник з системою термокомпенсації конструкції Гаррісона. Бутеноп встановив також нові залізні циферблати, що виходять на чотири сторони, з новими стрілками, цифрами і поділками. Спеціально відлиті мідні цифри і хвилинні та п'ятихвилинні поділи були покриті червоним золотом. Залізні стрілки обгорнуті міддю і покриті позолотою. Роботи були завершені у березні 1852 року. Іван Толстой, який був придворним годинникарем, доповів, що «механізм зазначеного годинника перероблений знову з належною чіткістю і за правильним ходом і вірністю заслуговує повного схвалення».

Дзвіниця Спаської башти, кінець XIX століття

Знаменита мелодія церковного передзвону курантів, яка відзначає настання кожної години і чверті, широко відома в усьому світі, спеціально не складалася: вона зумовлена виключно самою конструкцією дзвіниці Спаської башти. Виконання курантами певної мелодії поклали на гральний вал, що являє собою барабан з отворами і штифтами, пов'язані канатами з дзвонами під шатром вежі. Для мелодійнішого дзвону і точного виконання мелодії з Троїцької і Боровицької веж зняли 24 дзвони і встановили їх на Спаській, довівши загальну кількість до 48. Одночасно була проведена реставрація самої вежі під керівництвом архітектора Герасимова. Металеві перекриття, сходи і постамент до них були виконані за малюнками російського архітектора Костянтина Тона, який створив Храм Христа Спасителя.
Незабаром постало питання про вибір мелодії для виконання курантами. Композитор Верстовський і капельмейстер московських театрів Штуцман допомогли відібрати шістнадцять найвідоміших для москвичів мелодій. Микола I наказав залишити дві, «щоб годинникові куранти розігрували вранці — Преображенський марш Петрівських часів, що вживається для тихого кроку, а ввечері — молитву „Коль славен наш Господь в Сіоні“, яку звичайно грали музиканти, якщо обидві п'єси можна буде пристосувати до механізму годинникової музики». З цього часу куранти виконували о 12-й і 6-й годинах «Марш Преображенського Полку», а о 3-й і 9-й годинах гімн «Коль славен наш Господь в Сіоні» Дмитра Бортнянського, які звучали над Червоною площею до самого 1917 року. Спочатку на гральний вал курантів хотіли набрати гімн Російської імперії «Боже, Царя храни!», проте Микола I цього зробити не дозволив, заявивши, що «куранти можуть грати будь-які пісні, крім гімну». У 1913 році до 300-річчя дому Романових провели повномасштабну реставрацію зовнішнього вигляду курантів. Компанія «Брати Бутеноп» продовжувала підтримувати годинниковий механізм.
2 листопада 1917 року при штурмі Кремля більшовиками в годинник влучив снаряд, перебивши одну зі стрілок і пошкодивши механізм їх обертання. Годинник зупинився майже на рік. У 1918 році за вказівкою В. І. Леніна («Треба, щоб цей годинник заговорив нашою мовою») кремлівські куранти було вирішено відновити. Спершу більшовики звернулися у фірму Павла Буре і Сергія Рогінського, але ті, оцінивши масштаби руйнувань, запросили 240 тисяч золотом. Після цього влада звернулися до слюсаря Миколи Беренса, що працював у Кремлі. Беренс добре знав будову курантів, оскільки був сином майстра з компанії «Брати Бутеноп», що брав участь в їх реконструкції. Було виготовлено новий маятник вагою 32 кілограми, замість втраченого старого, що був свинцевим і позолоченим; відремонтовано механізм обертання стрілок, закладено пробоїну в циферблаті. До липня 1918 року з допомогою синів Володимира і Василя Микола Беренс зміг запустити куранти. Однак, Беренс не розбирався в музичному влаштуванні Спаського годинника. За вказівкою нової влади художник і музикант Михайло Черемних розібрався в строях дзвонів, і відповідно до побажання Леніна набрав на гральний вал курантів революційні мелодії. Годинник став виконувати о 12-й годині «Інтернаціонал», о 24-й годині — «Ви жертвою пали …». У серпні 1918 року комісія Мосради прийняла роботу, прослухавши тричі кожну мелодію з Лобного місця на Красній площі. У 1932 році був проведений ремонт зовнішнього вигляду годинника. Був виготовлений новий циферблат — точна копія старого і заново позолочені ободи, цифри і стрілки, на що пішло 28 кілограмів золота. Крім того, як мелодія був залишений тільки «Інтернаціонал». Спеціальна комісія визнала звучання музичного механізму курантів незадовільним.
Зношений механізм бою курантів, а також морози сильно спотворювали звучання. Про це ще у 1850 році попереджали брати Бутеноп: «дроти, за допомогою яких повинні приводитися в рух молотки дзвонів, будучи занадто довгими — гойдаються; а зимою, від впливу морозів, скорочуються; від чого вираження музичних звуків буває не чистим і неправильним». Внаслідок спотворення мелодії вже в 1938 році куранти замовкли, ставши відбивати своїм передзвоном і боєм години і чверті годин. У 1941 році спеціально для виконання «Інтернаціоналу» змонтували електромеханічний привід, згодом демонтований. У 1944 році за вказівкою Й. В. Сталіна намагалися налаштувати куранти на виконання вже нового прийнятого гімну на музику Александрова. Але робота не увінчалася успіхом.
Велика реставрація курантів і всього механізму годинника з його зупинкою на 100 днів була проведена в 1974 році. Механізм був повністю розібраний і відреставрований із заміною старих деталей. З 1974 року працює система автоматичної змазки деталей, яку до цього проводили вручну. Однак музичний механізм курантів не реставрувався.
У 1991 році Пленумом ЦК було прийнято рішення про відновлення роботи кремлівських курантів, однак з'ясувалося, що для виконання гімну СРСР не вистачає трьох дзвонів. До цієї задачі повернулися в 1995 році. Новим гімном Російської Федерації планували затвердити «Патріотичну пісню» М. І. Глінки. У 1996 році під час інавгурації Б. М. Єльцина куранти після традиційного передзвону і відбивання годин після 58 років мовчання знову заграли. Однак, за минулі роки на дзвіниці Спаської башти залишилося всього 10 дзвонів. При відсутності кількох дзвонів, необхідних для виконання гімну, на додаток до дзвонів встановили металеві била. Опівдні й опівночі, о 6-й ранку і 6-й вечора куранти стали виконувати «Патріотичну пісню», а о 3-й і 9-й годинах ранку і вечора — мелодію хору «Слава» з опери «Життя за царя» (Іван Сусанін) також М. І. Глінки. Останню велику реставрацію провели в 1999 році. Роботи розпланували на півроку. Стрілки і цифри знову позолотили. Відновили історичний вигляд верхніх ярусів. До кінця року здійснили й останнє налаштування бою курантів. Замість «Патріотичної пісні» куранти стали виконувати гімн Російської Федерації, ідентичний гімну СРСР та офіційно затверджений в 2000 році.